# Parco nazionale di Kibira
Il Parco Nazionale di Kibira (in francese: Parc national de Kibira) è un parco nazionale nel Burundi nordoccidentale. Si trova in quattro province e copre un'area di 400 km2. Si estende a nord, dalla città provinciale di Muramvya fino al confine con il Ruanda, dove è contiguo al Parco Nazionale di Nyungwe.

## Foresta
Si stima che circa il 16% del parco sia costituito dalla foresta pluviale montana primaria (l'unica foresta montana in tutto il Burundi) ed è adiacente a due grandi piantagioni di tè, una a Teza e l'altra a Rwegura. Il Parco oltrepassa i 1.100 m di dislivello.
Le specie arboree dominanti includono la Symphonia globulifera, la Newtonia buchananii, l'Albizia gummifera e l'Entandrophragma excelsum.
La foresta contiene aree di torbiere montane e boschi di bambù. Nel parco sono coltivate in totale 644 piante. Ci sono inoltre 98 specie di mammiferi e si registrano 200 specie di uccelli. Sebbene il Kibira non sia stato studiato a fondo come alcune delle limitrofe aree protette, è ancora considerato "il sito più importante del Burundi per la conservazione degli uccelli delle foreste montane".

## Uccelli
Alcuni degli uccelli più importanti che si trovano nel parco includono il turaco azzurro gigante, la poiana dei monti (Buteo oreophilus), il rallo macchiebianche (Sarothrura pulchra), il pappagallo cenerino (Psittacus erithacus), l'Apaloderma vittatum) e il bucero guancegrige (Bycanistes subcylindricus).
Il parco ospita una serie di specie di primati, tra cui lo scimpanzé e i colobi bianchi e neri. Il parco è gestito dall'Institut National pour l'Environnement et la Conservation de la Nature (INECN).

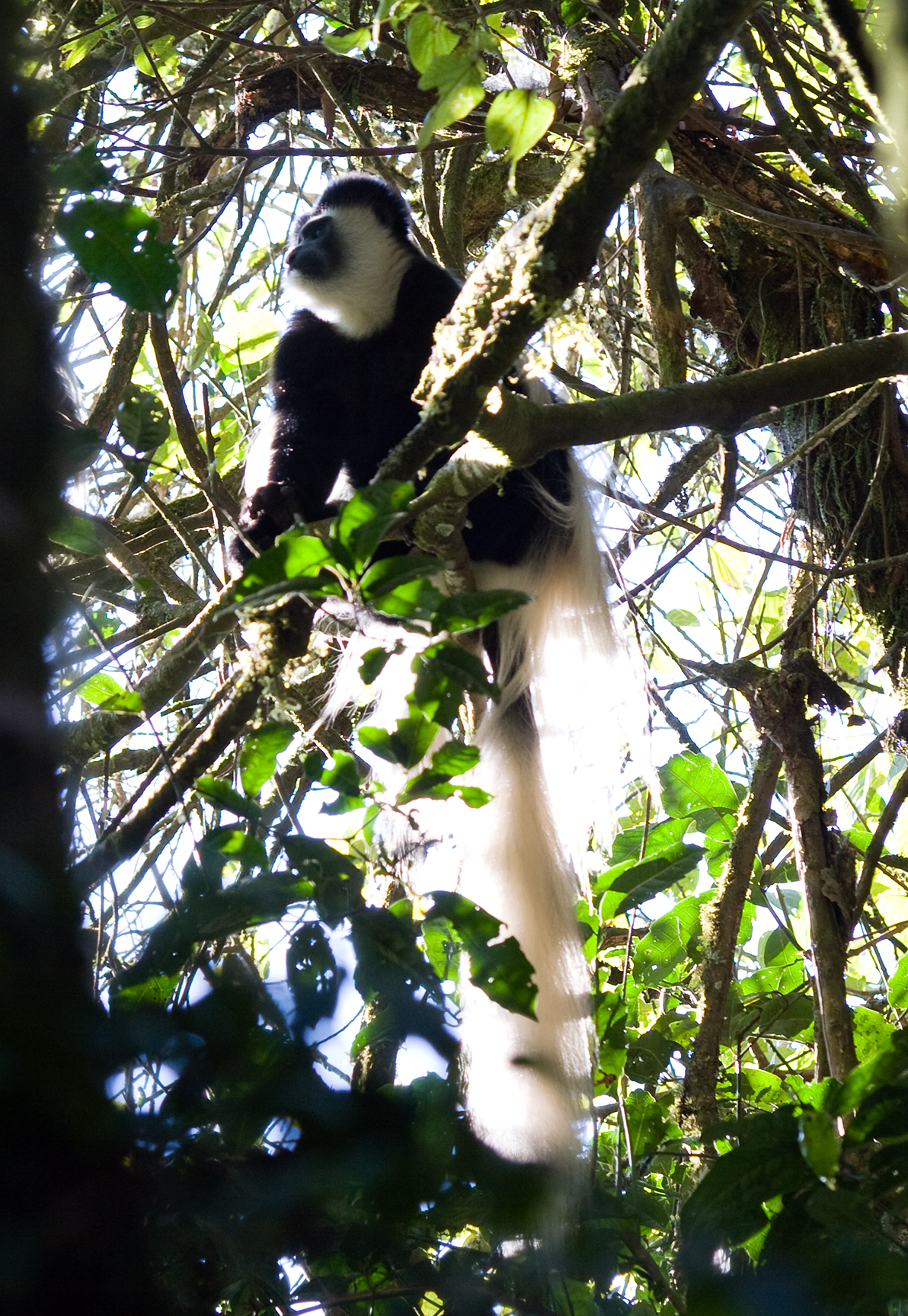
Un colobo bianco e nero

## Storia
Fino al 1933, questa foresta era una riserva di caccia dei sovrani del Burundi. La gente del posto ha rispettato la foresta, affidandole un potere magico. Sono stati riconosciuti i diritti d'uso per il pascolo del bestiame e la raccolta dei prodotti forestali.
Il carattere sacro della foresta, anche prima dell'era coloniale, ha contribuito a conservarla. Tra il 1933 e il 1980 il Kibira è stato classificato come Riserva della foresta della catena Congo-Nilo, prima sotto il dominio belga, poi sotto l'indipendenza del Burundi nel luglio 1962. Solo l'estrazione di legname di alto valore è stata regolamentata e controllata.

### Indipendenza
Tra l'indipendenza e il 1980 è stato abolito il diritto di destinare nuovi terreni per la coltivazione all'interno del confine definito, anche se sono stati mantenuti i diritti di pascolo. Nonostante il suo status di parco nazionale, c'è molta pressione su varie parti della foresta a causa dell'abbattimento degli alberi e dei bambù, degli incendi, del bracconaggio e dell'espansione dell'agricoltura di sussistenza.

## Approvvigionamento idrico
Le acque delle foreste del Parco Nazionale di Kibira rappresentano oltre i tre quarti delle acque della diga più grande del paese, la quale genera la metà dell'energia idroelettrica del Burundi.

## Galleria d'immagini

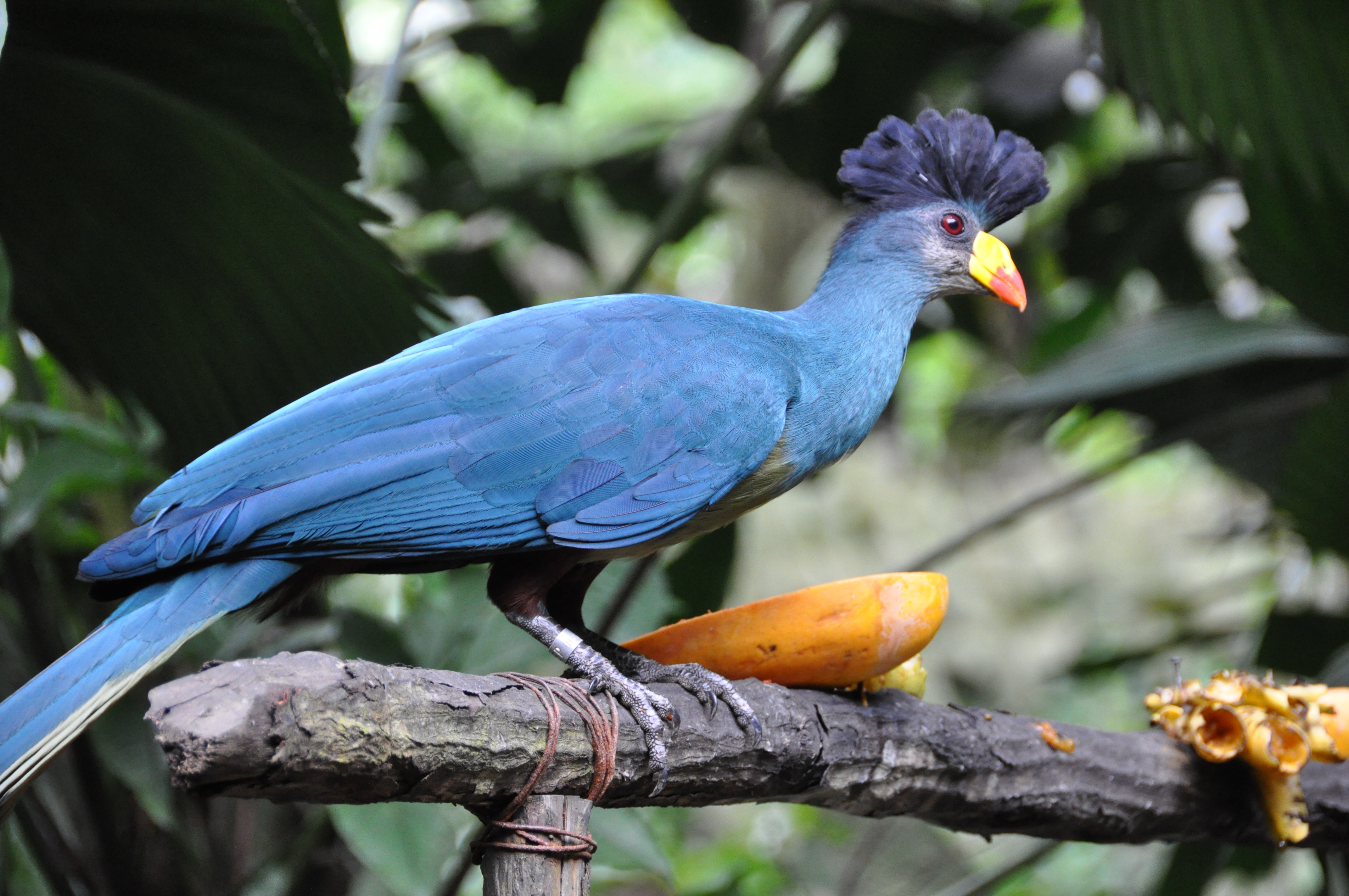
Ottimo turaco blu
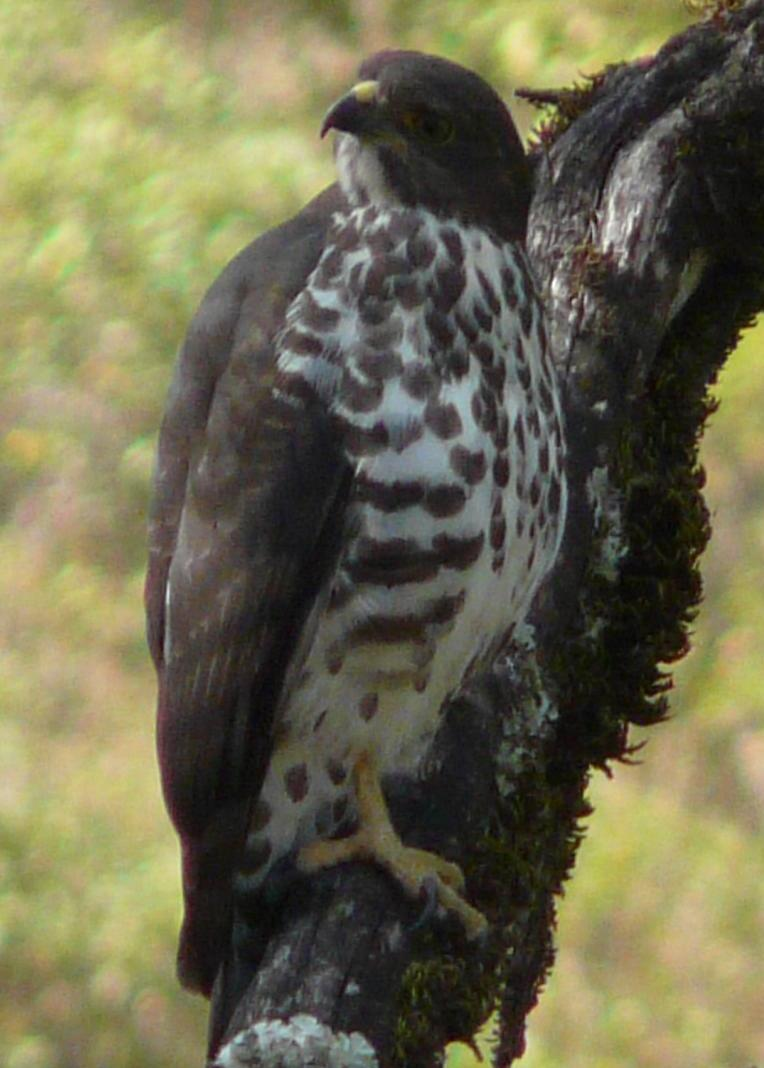
Poiana di montagna
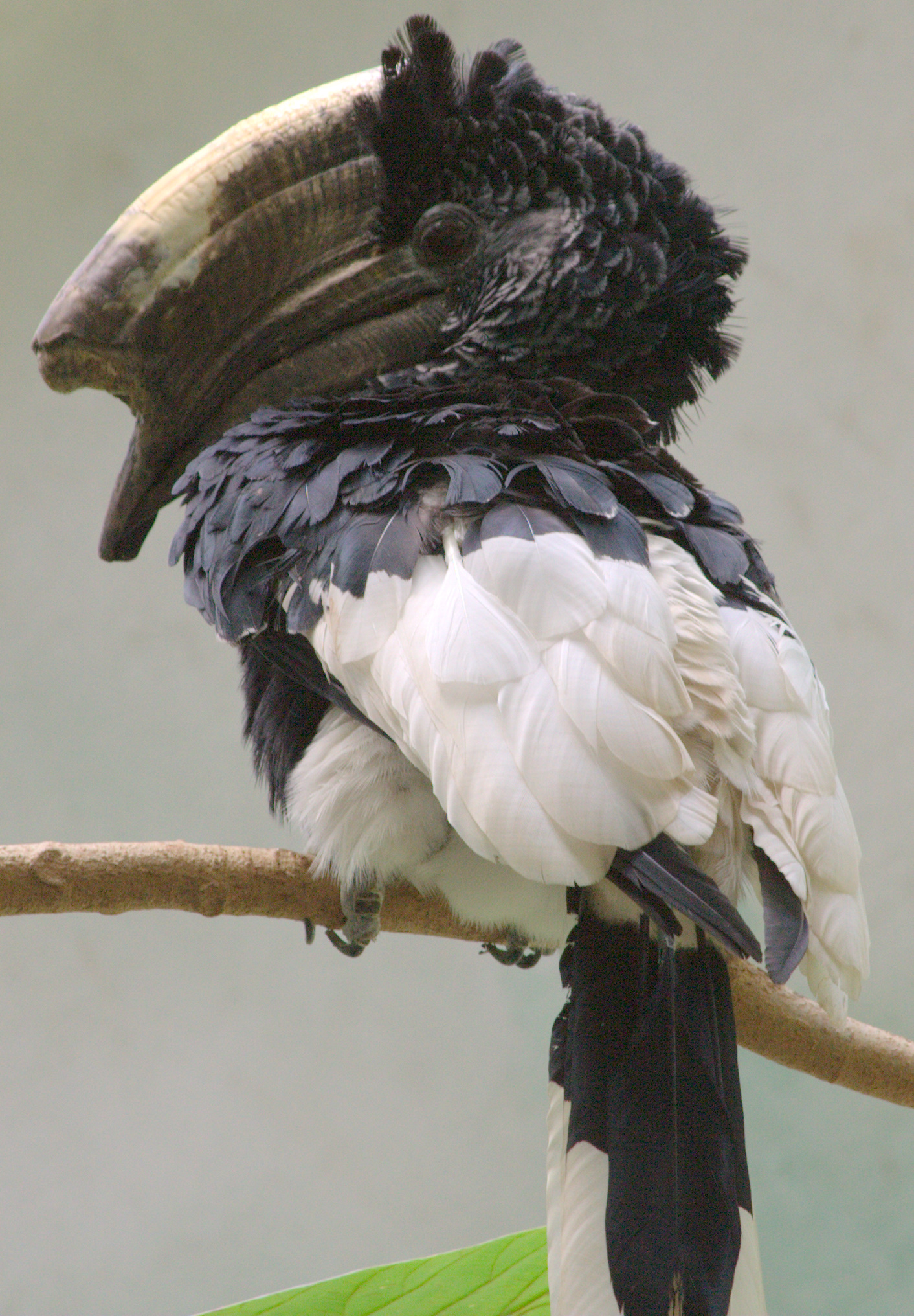
Il bucero bianco e nero